# Dakiska fästningar i Orăștiebergen
Dakiska fästningar i Orăștiebergen är ett, sedan 1999, världsarv som omfattar sex dakiska fästningar i nuvarande Rumänien som byggdes under första århundradet f.Kr och första århundradet e.Kr som skydd mot romerska erövringar.
Deras omfattande och välbevarade lämningar ger en bild över en livskraftig och innovativ forntida civilisation. Idag letar ibland skattjägare i området, då Rumänien saknar lagstiftning på detta område.
De sex fästningarna, som en gång utgjorde Decebalus försvarssystem, är:
- Sarmizegetusa Regia inklusive Fețele Albe
- Costești-Cetățuie
- Costești-Blidaru
- Piatra Roșie
- Bănița
- Căpâlna

## Sarmizegetusa Regia
Staden Sarmizegetusa Regia var Dakiska rikets huvudstad och en stark fästning, som troligen uppfördes i mitten av första århundradet f.Kr. Den består av yttre murar och befästningar, ett heligt område och ett bosättningsområde främst avsett för adeln och deras tjänare. Den låg på toppen av en 1200 meter hög höjd med utmärkt sikt över landet omkring. Det heliga området låg på stadens östra sida, med ett framträdande torg och cirkulära helgedomar. Det fanns två bosättningsområden, ett på östra sidan och ett större på den västra sidan. Utöver detta fanns två bostadshus som inkluderade verkstäder, förvaringshus och områden för bearbetning av jordbruksprodukter. Anmärkningsvärt för tiden är ett distributionssystem för dricksvatten som använde keramikrör.

## Fețele Albe
Fețele Albe är en dakisk bosättning på södra sluttningen av Muncelului, en höjd norr om Sarmizegetusa Regia, skild från denna av en brant sluttning.  Utöver ett antal murar och de härrörande terrasserna, hade platsen en helgedom med cirkulära stenpelare på den tredje terrassen.  Bosättningen förstördes under första dakiska kriget och återuppbyggdes, för att slutligen brännas ned av Trajanus armé under andra dakiska kriget år 106. Romarna byggde därefter en militärläger (castrum) på platsen.

## Piatra Roșie
Piatra Roșie, vilket betyder Röd sten, var ett dakiskt fort på en höjd, två dagars vandring västerut från Costești-Cetățuie, vid Luncani i Boșorod kommun.  Anläggningen uppfördes i två faser. I första fasen byggdes ett långt (102 m) rektangulärt huvudcitadell på höjden med vakttorn på varje sida och två mer perifera vakttorn. Senare omslöts det större området innanför vakttornen med murar. Det verkar som att höjdens topp planades ut för att skapa en lämplig yta.

## Bildgalleri

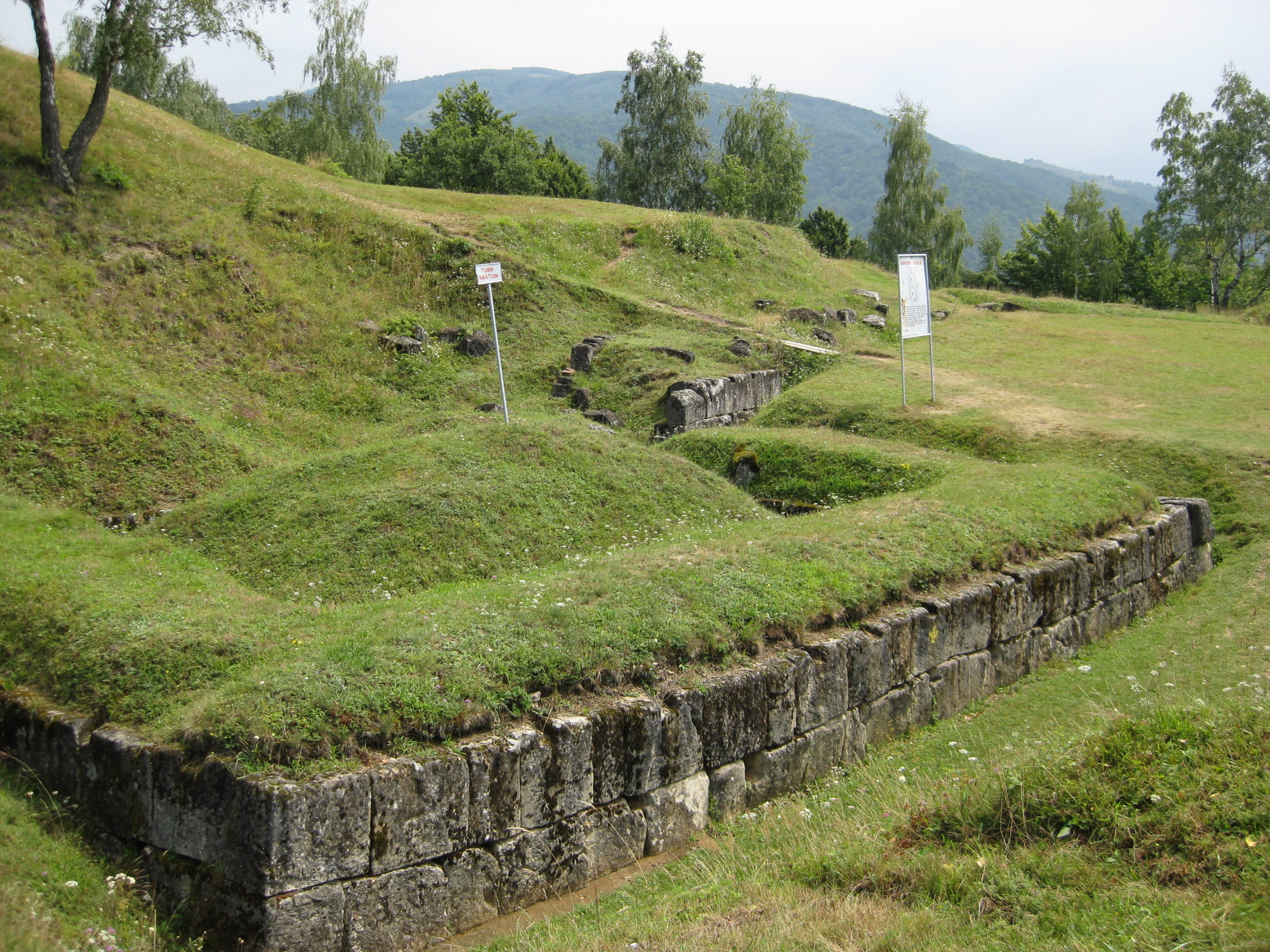
Costești
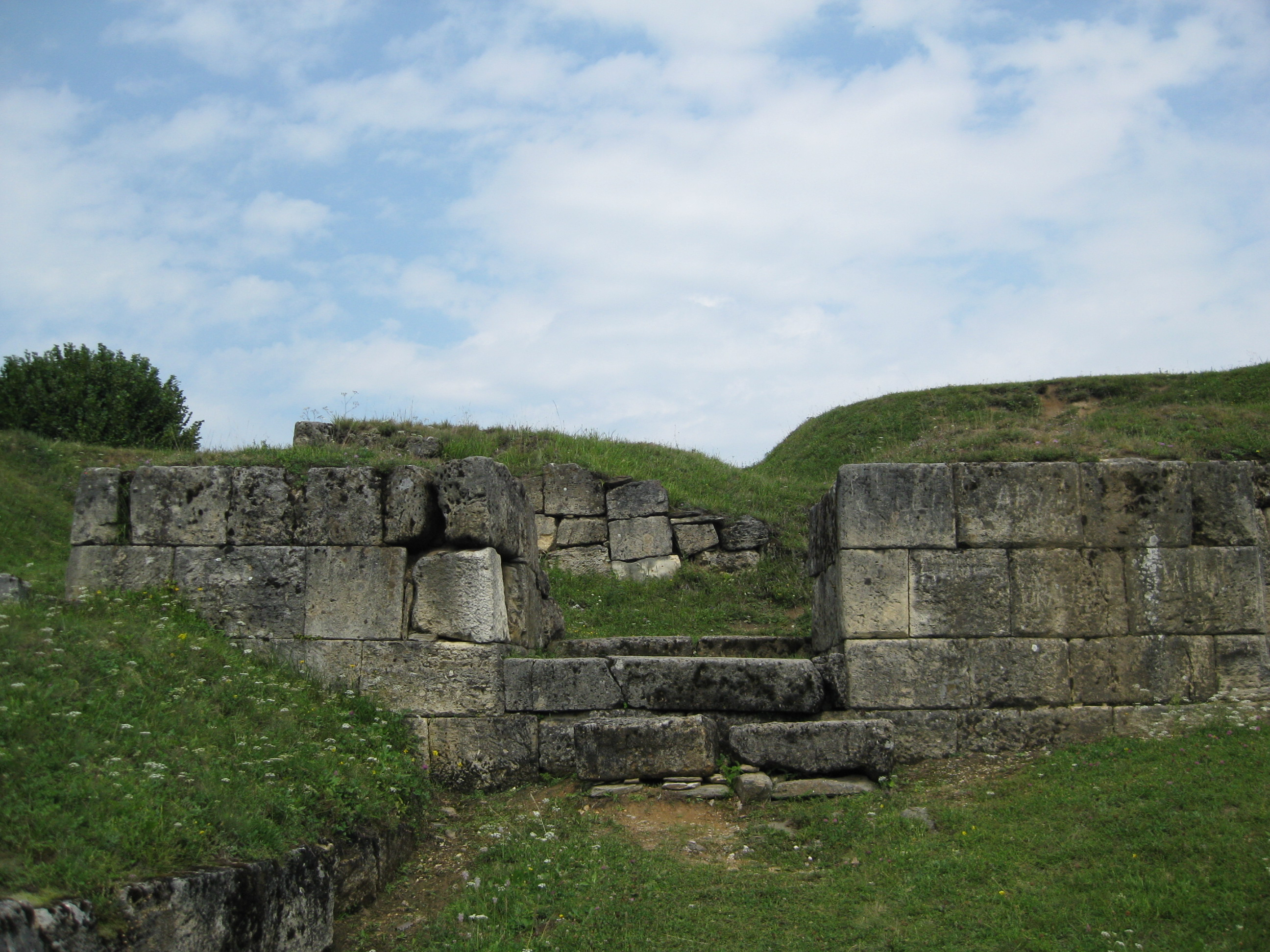
Blidaru
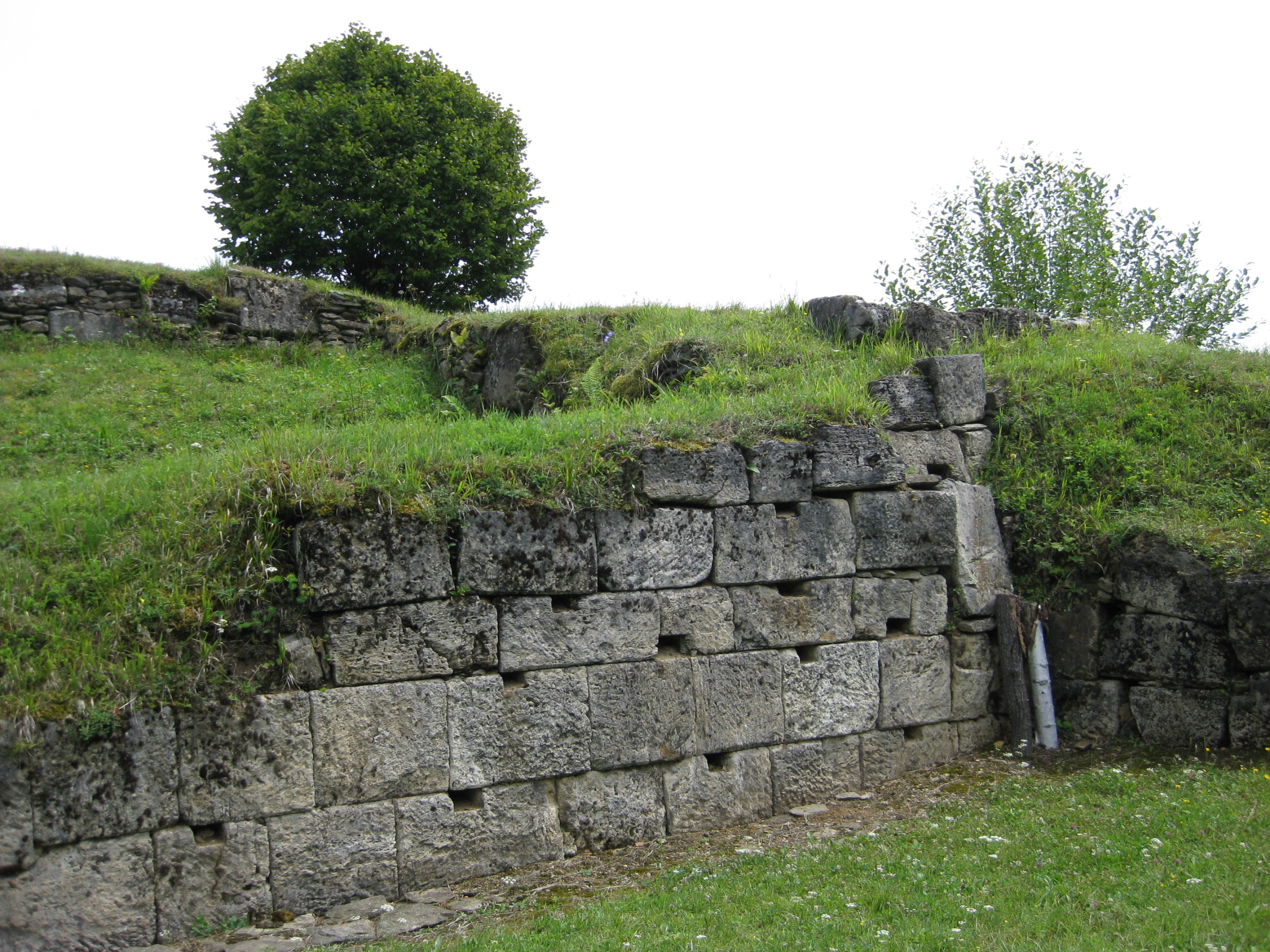
Blidaru
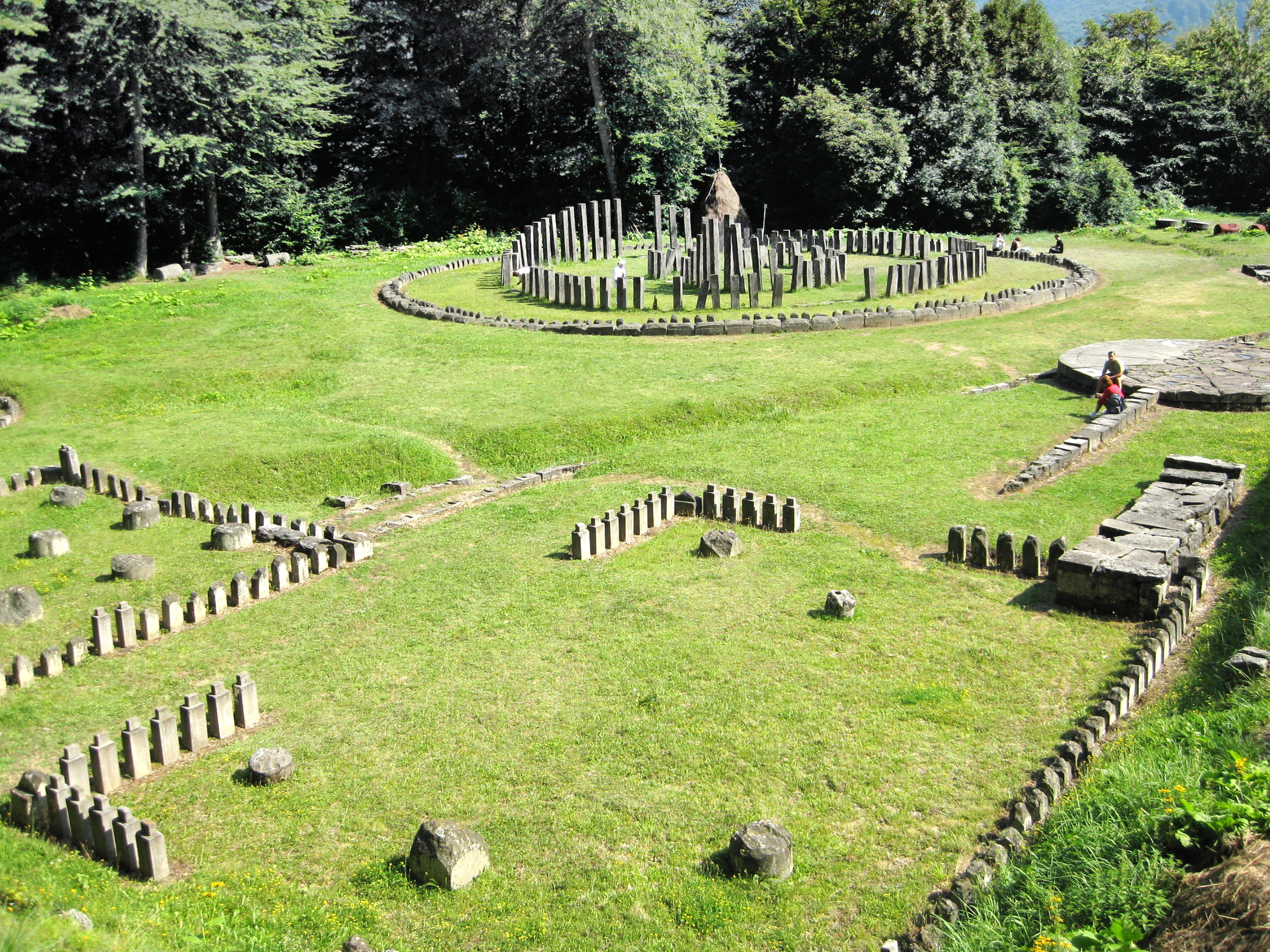
Helgedomar vid Sarmizegetusa Regia
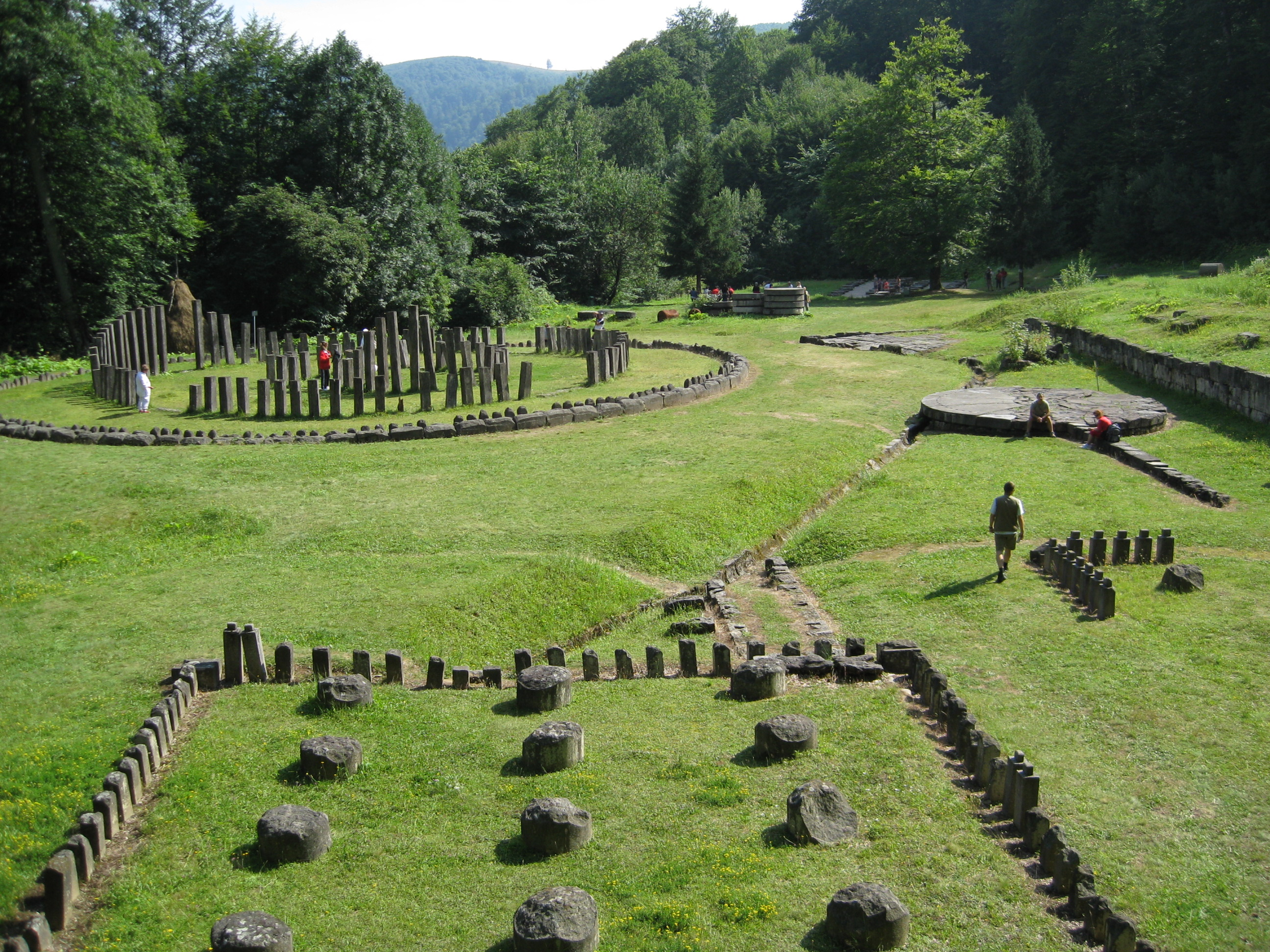
Helgedomar i andesit, Sarmizegetusa Regia
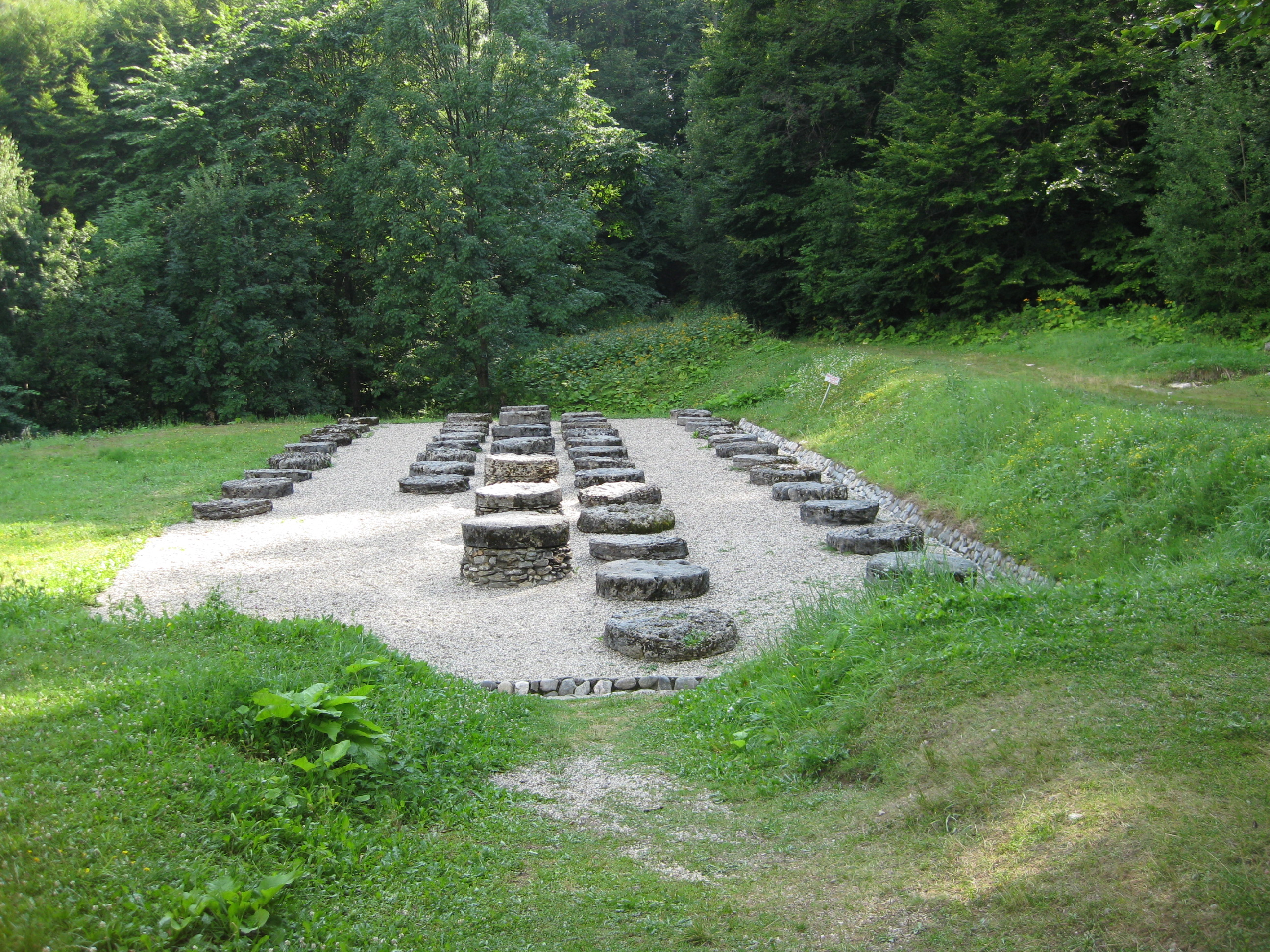
Stor sandstenshelgedom, Sarmizegetusa Regia
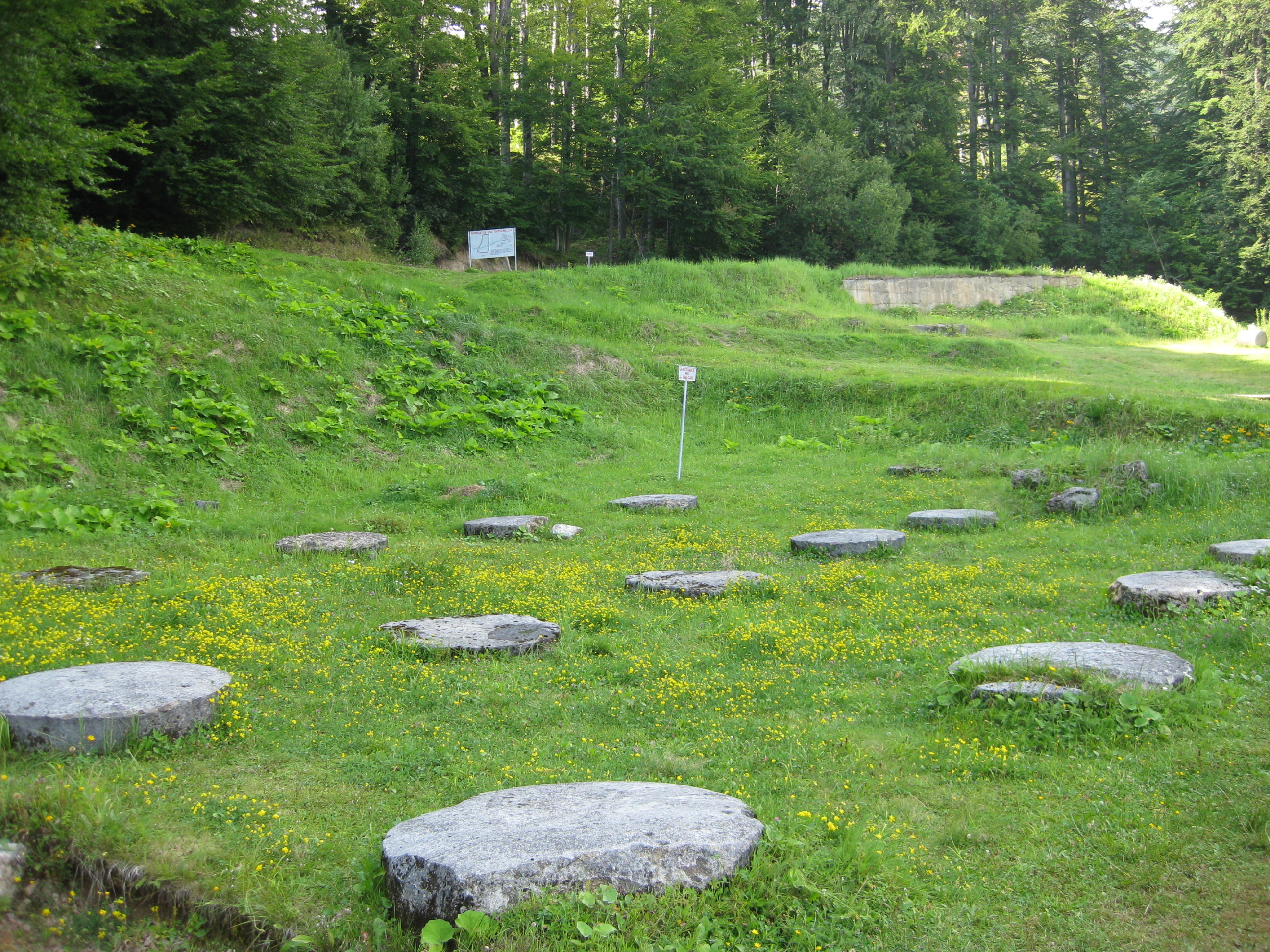
Liten sandstenshelgedom, Sarmizegetusa Regia
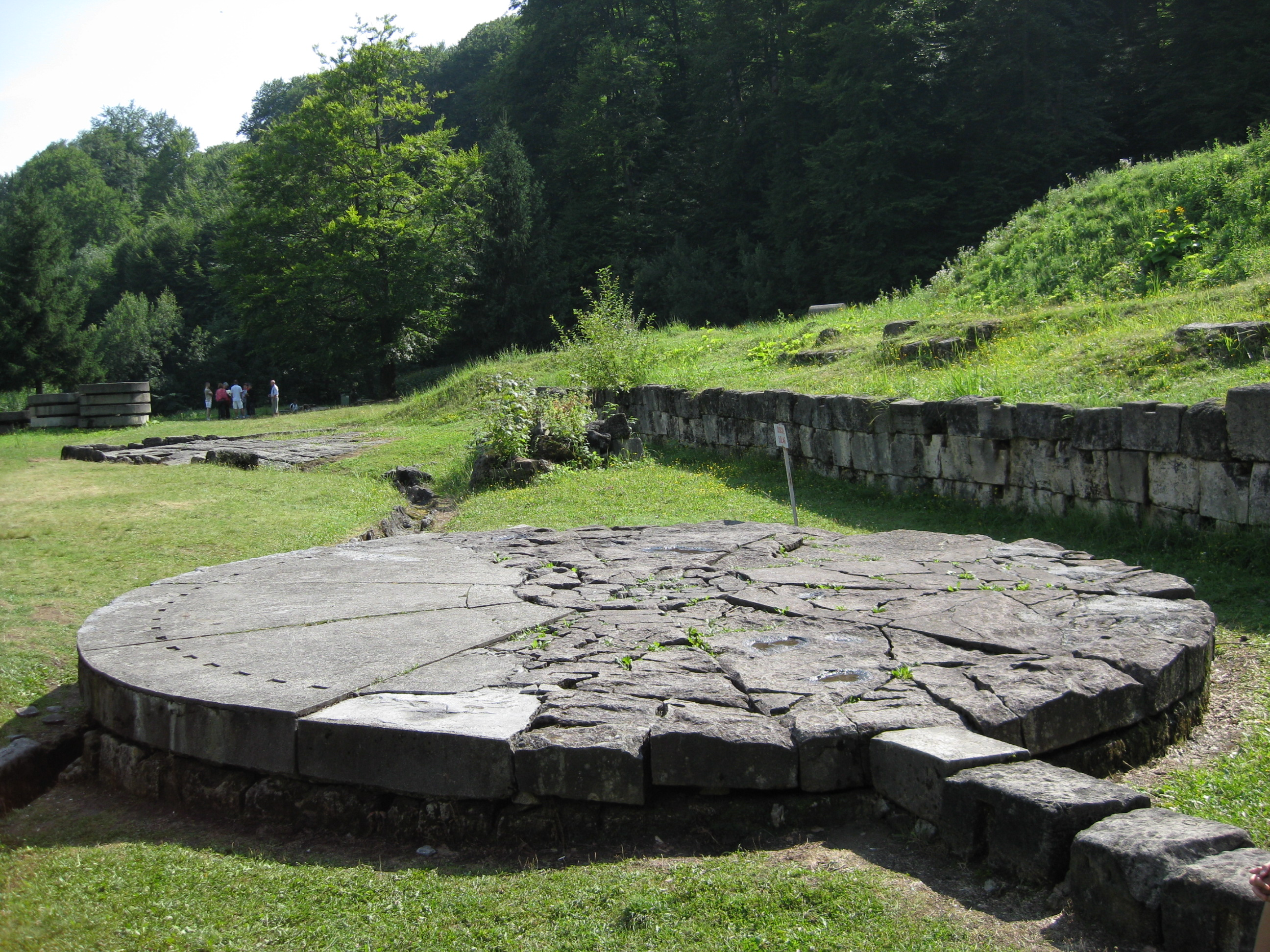
Solskiva, Sarmizegetusa Regia
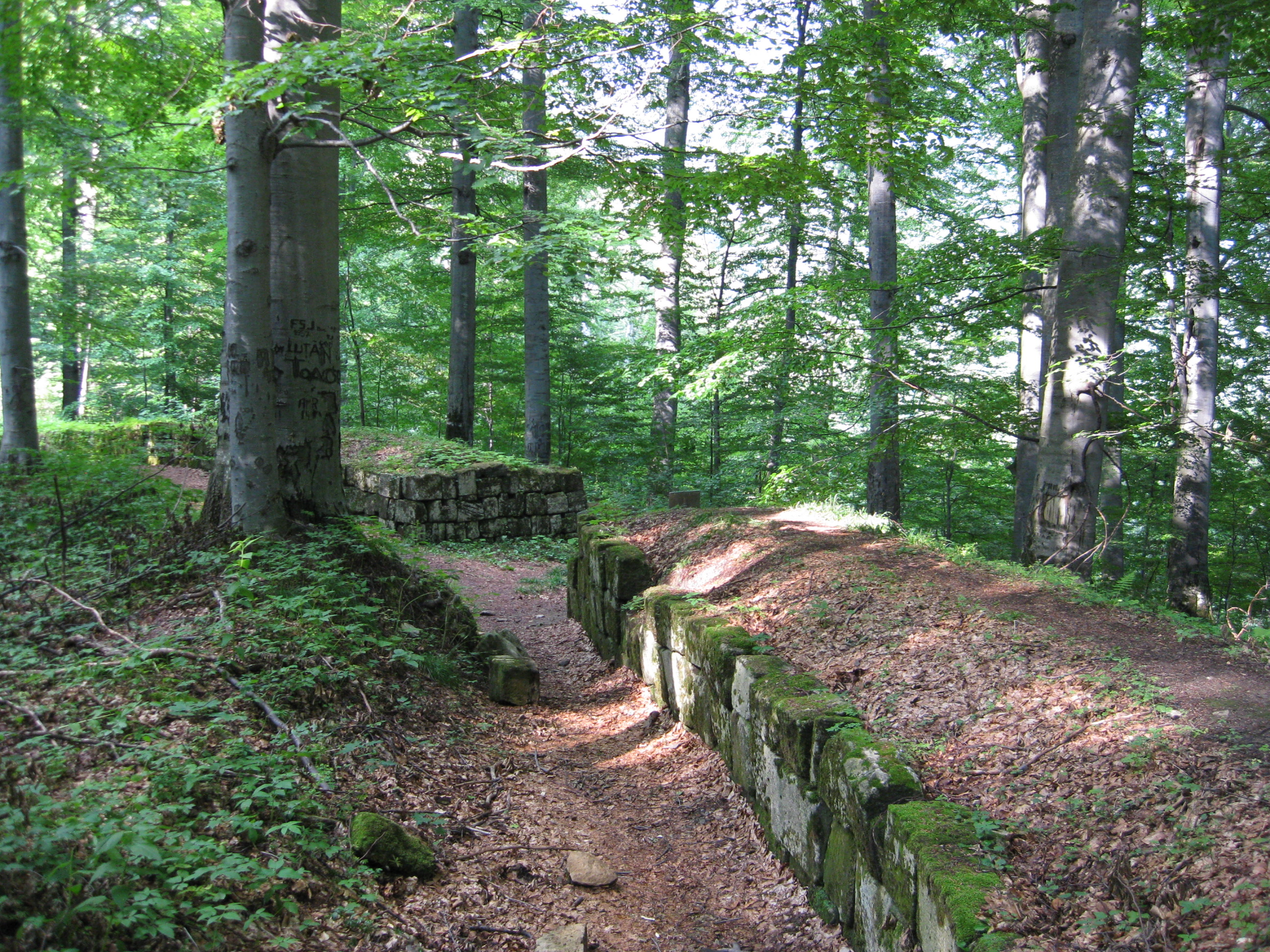
Murus dacicus, Sarmizegetusa Regia
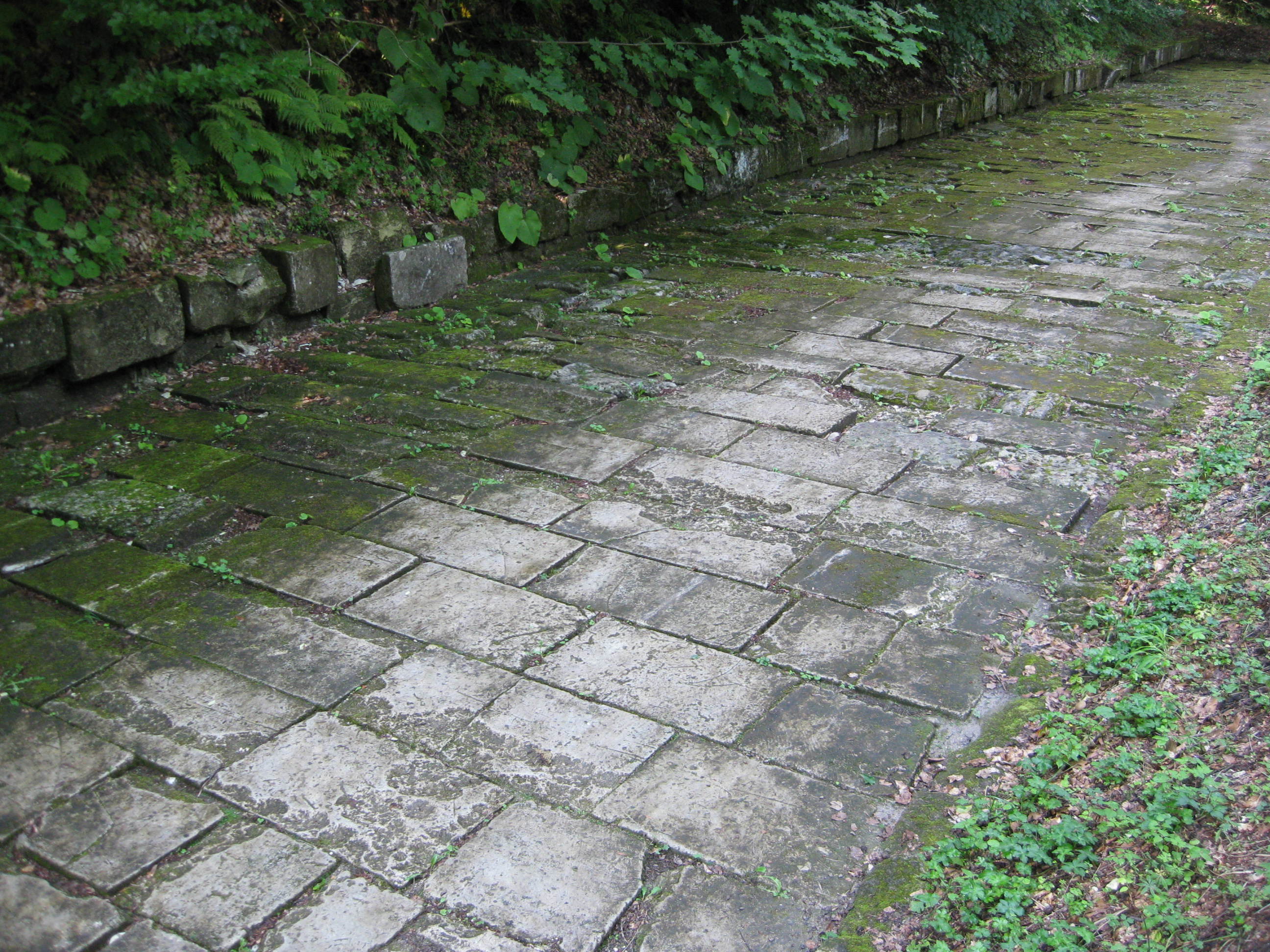
Stenlagd dakisk väg, 'Sarmizegetusa Regia